# Райхсвер
Райхсвер (на немски: Reichswehr) са въоръжените сили на Германия, определени по Версайския мирен договор (1919 г.) с численост до 100 000 войници и офицери . Тъй като е отменена задължителната военна служба, личният му състав включва само професионални военни. Военноморските сили са ограничени до няколко кораба с водоизместимост до 10 000 тона, а военно въздушните сили и подводниците са забранени. 
Въпреки ограниченията на Версайския мирен договор и надзора на Съюзническата контролна комисия още през 1921 г. под ръководството на Ханс фон Зеект бива създаден Генерален щаб. Всички наръчници за война са пренаписани – не за стохилядната армия, позволена на Германия по това време, а за пълноценната бъдеща армия на Третия райх. С цел заблуда на съюзниците части от тези документи са отпечатани и показани обществено, но важните документи остават тайни. Най-важните служби – пехотата, кавалерията и артилерията биват тактически преплетени, а картечарите, минохвъргачите, противотанковите отряди и авиоотрядите биват смесени. Няколко години се провеждат кратки и тайни военни служби, надминаващи границите на споразумението с Антантата. Претендирайки, че работят в областта на възстановяването, науката и културата, хиляди офицери в цивилни дрехи и асистентите им работят заедно в Берлин. 
През 1924 г. германската армия надминава позволените 100 000 души. По това време вече има изградена система на гражданска авиация, заводи за самолети и се работи върху популяризиране на летенето сред населението. По този начин Германия обучава много военни пилоти. При военноморските сили се процедира по сходен начин. Въпреки разрешения 15 000 войници във военноморските сили, броят им е увеличен под различни претекстове. Въпреки разрушаването на крайбрежната отбрана на Хелголанд, тя бързо е построена отново. Биват строени и подводници, а персоналът за ползването им бива обучаван в чужбина. През 1925 г. планът на Генералния щаб е удвояване и след това утрояване на позволените от Антантата седем пехотни дивизии, но целта са поне 63. През се провежда най-голямото си военно упражнение, в което не участват обикновени войници, но участват всички генерали, командващи офицери и офицери от Генералния щаб. 
След „Нощта на дългите ножове“ (29 срещу 30 юни 1934 г.) в него се вливат остатъците от SA.
Престава да съществува през 1935 г. На негова основа е създаден Вермахтът.